# Litauen i olympiska sommarspelen 2000
Litauen deltog i de olympiska sommarspelen 2000 med en trupp bestående av 61 deltagare, 40 män och 21 kvinnor, och de tog totalt fem medaljer.

## Medaljer

### Guld
- Virgilijus Alekna - Friidrott, diskus
- Daina Gudzinevičiūtė - Skytte, trap

### Brons
- Basketlandslaget herrar (Saulius Štombergas, Mindaugas Timinskas, Eurelijus Žukauskas, Darius Maskoliūnas, Ramūnas Šiškauskas, Darius Songaila, Šarūnas Jasikevičius, Kęstutis Marčiulionis, Tomas Masiulis, Dainius Adomaitis, Gintaras Einikis och Audrius Giedraitis)
- Diana Žiliūtė - Cykling, linjelopp
- Kristina Poplavskaja och Birutė Šakickienė - Rodd, dubbelsculler

## Basket
Herrar
Gruppspel
| USA         | 5 | 0 | 505 | 359 | +146 | 10 |       |
| Italien     | 3 | 2 | 332 | 349 | −17  | 8  | 1W–0L |
| Litauen     | 3 | 2 | 372 | 339 | +33  | 8  | 0W–1L |
| Frankrike   | 2 | 3 | 372 | 374 | −2   | 7  | 1W–0L |
| Kina        | 2 | 3 | 368 | 419 | −51  | 7  | 0W–1L |
| Nya Zeeland | 0 | 5 | 307 | 416 | −109 | 5  |       |

Slutspel
|  | Kvartsfinaler | Kvartsfinaler |              |     | Semifinaler | Semifinaler   |              |            | Final      | Final |
|  | 0             | 0             | 0            | 0   | 0           | 0             | 0            | 0          | 0          | 0     |
|  |               |               | 0            | 0   |             |               | 0            | 0          |            |       |
|  |               |               | 0            | 0   |             |               | 0            | 0          |            |       |
|  | 0 USA         | 085           | 0            | 0   |             |               | 0            | 0          |            |       |
|  | 0 USA         | 085           | 0            | 0   |             |               | 0            | 0          |            |       |
|  | 0 Ryssland    | 070           | 0            | 0   |             |               | 0            | 0          |            |       |
|  | 0 Ryssland    | 070           | 0            | 0   | 0 USA       | 085           | 0            | 0          |            |       |
|  |               |               | 0            | 0   | 0 USA       | 085           | 0            | 0          |            |       |
|  | 0             | 0 Litauen     | 0            | 083 | 0           |               |              | 0          |            |       |
|  | 0             | 0 Litauen     | 0            | 083 | 0           | 0 Jugoslavien | 063          | 0          |            |       |
|  | 0             |               |              |     |             | 0 Jugoslavien | 063          | 0          |            |       |
|  | 0             | 0 Litauen     | 076          | 0   |             |               |              | 0          |            |       |
|  | 0             | 0 Litauen     | 076          | 0   | 0 USA       | 085           |              | 0          |            |       |
|  | 0             |               |              | 0   | 0 USA       | 085           |              | 0          |            |       |
|  | 0             | 0             | 0 Frankrike  | 0   | 075         |               |              |            |            |       |
|  | 0             | 0             | 0 Frankrike  | 0   | 075         | 0 Italien     | 062          |            |            |       |
|  | 0             | 0             |              |     |             |               | 062          |            |            |       |
|  | 0             | 0             | 0 Australien | 065 | 0           |               |              |            |            |       |
|  | 0             | 0             | 0 Australien | 065 | 0           | 0 Australien  | 052          | Bronsmatch | Bronsmatch |       |
|  | 0             | 0             |              |     | 0           | 0 Australien  | 052          | Bronsmatch | Bronsmatch |       |
|  | 0             | 0             | 0 Frankrike  | 076 | 0           | 0             |              |            |            |       |
|  | 0             | 0             | 0 Frankrike  | 076 | 0           | 0             | 0 Kanada     | 063        | 0 Litauen  | 089   |
|  | 0             | 0             |              |     | 0           | 0             | 0 Kanada     | 063        | 0 Litauen  | 089   |
|  | 0             | 0             | 0 Frankrike  | 068 | 0           | 0             | 0 Australien | 071        |            |       |
|  | 0             | 0             | 0 Frankrike  | 068 | 0           | 0             | 0 Australien | 071        |            |       |
|  |               |               |              |     |             |               |              |            |            |       |
|  |               |               |              |     |             |               |              |            |            |       |

## Bordtennis
- Rūta Garkauskaitė
- Jolanta Prūsienė

## Boxning
Lätt flugvikt
- Ivanas Stapovičius
  - Omgång 1 – Besegrade Muhamed Kizito från Uganda
  - Omgång 2 – Besegrade Liborio Romero från Mexiko
  - Kvartsfinal – Förlorade mot Kim Un-Chol från Nordkorea (→ gick inte vidare)

Fjädervikt
- Vidas Bičiulaitis
  - Omgång 1 – Förlorade mot Kamil Djamaloudinov från Ryssland (→ gick inte vidare)

## Brottning
- Mindaugas Ežerskis
- Ričardas Pauliukonis

## Cykling

### Landsväg
Herrarnas tempolopp
- Raimondas Rumšas
  - Final - 1:01:08.95 (23:e plats)
- Artūras Kasputis
  - Final - 1:01:22 (25:e plats)

Herrarnas linjelopp
- Raimondas Rumšas
  - Final - 5:30:46 (44:e plats)
- Artūras Kasputis
  - Final - DNF
- Remigijus Lupeikis
  - Final - DNF
- Saulius Šarkauskas
  - Final - DNF

Damernas tempolopp
- Diana Žiliūtė
  - Final - 0:43:39 (9:e plats)
- Edita Pučinskaitė
  - Final - 0:43:48 (10:e plats)

Damernas linjelopp
- Diana Žiliūtė
  - Final - 3:06:31 (Brons)
- Rasa Polikevičiūtė
  - Final - 3:06:31 (13:e plats)
- Edita Pučinskaitė
  - Final - 3:06:37 (25:e plats)

### Bana
Damernas förföljelse
- Rasa Mažeikytė
  - Kval - 03:43.980 (gick inte vidare)

Damernas poänglopp
- Rasa Mažeikytė
  - Points - 2 (12:a)

## Friidrott
Herrarnas 400 meter
- Jonas Motiejūnas
  - Omgång 1 - DNF (gick inte vidare)

Herrarnas kulstötning
- Saulius Kleiza
  - Kval - 18.59 (gick inte vidare)

Herrarnas diskuskastning
- Virgilijus Alekna
  - Kval - 67.10
  - Final - 69.30 (Guld)
- Romas Ubartas
  - Kval - 60.50 (gick inte vidare)
- Vaclavas Kidykas
  - Kval - 58.96 (gick inte vidare)

Herrarnas spjutkastning
- Arūnas Jurkšas
  - Kval - 73.05 (gick inte vidare)

Herrarnas längdhopp
- Tomas Bardauskas
  - Kval - 7.70 (gick inte vidare)

Herrarnas 50 kilometer gång
- Daugvinas Zujus
  - Final - 4:06:04 (30:e plats)

Damernas 100 meter
- Agnė Visockaitė
  - Omgång 1 - 11.87 (gick inte vidare)

Damernas 400 meter
- Žana Minina
  - Omgång 1 - 52.38
  - Omgång 2 - 52.53 (gick inte vidare)

Damernas 1 500 meter
- Irina Krakoviak
  - Omgång 1 - 04:10.21
  - Semifinal - 04:14.57 (gick inte vidare)

Damernas 5 000 meter
- Inga Juodeškienė
  - Omgång 1 - 15:46.37 (gick inte vidare)

Damernas diskuskastning
- Renata Gustaitytė
  - Kval - 53.64 (gick inte vidare)

Damernas spjutkastning
- Rita Ramanauskaitė
  - Kval - 59.21 (gick inte vidare)

Damernas höjdhopp
- Nelė Žilinskienė
  - Kval - 1.89 (gick inte vidare)

Damernas 20 kilometer gång
- Kristina Saltanovič
  - Final - 1:34:24 (16:e plats)
- Sonata Milušauskaitė
  - Final - 1:37:14 (31:e plats)

Damernas sjukamp
- Austra Skujytė
  - 100m häck - 14.37
  - Höjd - 1.78
  - Kula - 15.09
  - 200m - 25.35
  - Längd - 5.97
  - Spjut - 45.43
  - 800m - 02:20.25
  - Poäng - 6034 (12:e plats)

## Gymnastik
Artistisk
Damer
| Gymnast          | Gren                           | Kval    | Kval    | Kval    | Kval    | Kval   | Kval      | Final            | Final            | Final            | Final            | Final            | Final            |
| Gymnast          | Gren                           | Redskap | Redskap | Redskap | Redskap | Totalt | Placering | Redskap          | Redskap          | Redskap          | Redskap          | Totalt           | Totalt           |
| Gymnast          | Gren                           | F       | V       | UB      | BB      | Totalt | Placering | F                | V                | UB               | BB               | Totalt           | Totalt           |
| ---------------- | ------------------------------ | ------- | ------- | ------- | ------- | ------ | --------- | ---------------- | ---------------- | ---------------- | ---------------- | ---------------- | ---------------- |
| Julija Kovaliova | Damernas individuella mångkamp | 9.225   | 8.737   | 9.575   | 8.462   | 35.999 | 53        | Gick inte vidare | Gick inte vidare | Gick inte vidare | Gick inte vidare | Gick inte vidare | Gick inte vidare |

## Judo
- Marius Paškevičius

## Kanotsport
Sprint
Herrar
Herrarnas K-1 500 m
- Alvydas Duonėla
  - Kvalheat - 01:43,877 (gick inte vidare)

Herrarnas K-1 1000 m
- Vaidas Mizeras
  - Kvalheat - 03:40,202
  - Semifinal - 03:41,969 (gick inte vidare)

Herrarnas K-2 500 m
- Egidijus Balčiūnas, Alvydas Duonėla
  - Kvalheat - 01:32,931
  - Semifinal - 01:32,084 (gick inte vidare)

## Modern femkamp
Herrar
- Andrejus Zadneprovskis

## Rodd
Damernas dubbelsculler
- Kristina Poplavskaja/Birutė Šakickienė -

## Segling
Laser
- Giedrius Gužys
  - Race 1 - 18
  - Race 2 - (30)
  - Race 3 - (35)
  - Race 4 - 22
  - Race 5 - 17
  - Race 6 - 22
  - Race 7 - 26
  - Race 8 - 12
  - Race 9 - 6
  - Race 10 - 25
  - Race 11 - 29
  - Final - 177 (25:e plats)